# 30e Film Independent Spirit Awards
De uitreiking van de 30e Film Independent Spirit Awards vond plaats op 21 februari 2015 in Santa Monica tijdens een ceremonie die werd gepresenteerd door Fred Armisen en Kristen Bell. De genomineerden werden bekendgemaakt door Rosario Dawson en Diego Luna op 25 november 2014.

## Winnaars en genomineerden
De winnaars staan bovenaan in vet lettertype.

### Beste film
- Birdman or (The Unexpected Virtue of Ignorance)
  - Boyhood
  - Love Is Strange
  - Selma
  - Whiplash

### Beste debuutfilm
- Nightcrawler
  - A Girl Walks Home Alone at Night
  - Dear White People
  - Obvious Child
  - She's Lost Control

### Beste regisseur
- Richard Linklater - Boyhood
  - Damien Chazelle - Whiplash
  - Ava DuVernay - Selma
  - Alejandro G. Iñárritu - Birdman or (The Unexpected Virtue of Ignorance)
  - David Zellner - Kumiko, the Treasure Hunter

### Beste script
- Nightcrawler - Dan Gilroy
  - Big Eyes - Scott Alexander en Larry Karaszewski
  - Love Is Strange - Ira Sachs en Mauricio Zacharias
  - A Most Violent Year - J.C. Chandor
  - Only Lovers Left Alive - Jim Jarmusch

### Beste eerste script
- Dear White People - Justin Simien
  - Appropriate Behavior - Desiree Akhavan
  - Little Accidents - Sara Colangelo
  - The One I Love - Justin Lader
  - She's Lost Control - Anja Marquardt

### Beste mannelijke hoofdrol
- Michael Keaton - Birdman or (The Unexpected Virtue of Ignorance)
  - André Benjamin - Jimi: All Is By My Side
  - Jake Gyllenhaal - Nightcrawler
  - John Lithgow - Love Is Strange
  - David Oyelowo - Selma

### Beste vrouwelijke hoofdrol
- Julianne Moore - Still Alice
  - Marion Cotillard - The Immigrant
  - Rinko Kikuchi - Kumiko, the Treasure Hunter
  - Jenny Slate - Obvious Child
  - Tilda Swinton - Only Lovers Left Alive

### Beste mannelijke bijrol
- J.K. Simmons - Whiplash
  - Riz Ahmed - Nightcrawler
  - Ethan Hawke - Boyhood
  - Alfred Molina - Love Is Strange
  - Edward Norton - Birdman or (The Unexpected Virtue of Ignorance)

### Beste vrouwelijke bijrol
- Patricia Arquette - Boyhood
  - Jessica Chastain - A Most Violent Year
  - Carmen Ejogo - Selma
  - Andrea Suarez Paz - Stand Clear of the Closing Doors
  - Emma Stone - Birdman or (The Unexpected Virtue of Ignorance)

### Beste cinematografie
- Birdman or (The Unexpected Virtue of Ignorance) - Emmanuel Lubezki
  - A Girl Walks Home Alone at Night - Lyle Vincent
  - The Immigrant - Darius Khondji
  - It Felt Like Love - Sean Porter
  - Selma - Bradford Young

### Beste montage
- Whiplash - Tom Cross
  - Boyhood - Sandra Adair
  - The Guest - Adam Wingard
  - A Most Violent Year - Ron Patane
  - Nightcrawler - John Gilroy

### Beste internationale film
- Ida, Polen - Paweł Pawlikowski
  - Force Majeure, Zweden - Ruben Östlund
  - Leviathan, Rusland - Andrej Zvjagintsev
  - Mommy, Canada - Xavier Dolan
  - Norte, the End of History, Filipijnen - Lav Diaz
  - Under the Skin, Verenigd Koninkrijk - Jonathan Glazer

### Beste documentaire
- Citizenfour
  - 20,000 Days on Earth
  - Stray Dog
  - The Salt of the Earth
  - Virunga

### John Cassavetes Award
Deze prijs is voor de beste film gemaakt voor minder dan $500.000.
- Land Ho!
  - Blue Ruin
  - It Felt Like Love
  - Man from Reno
  - Test Writer

### Robert Altman Award
Deze prijs voor beste ensemble wordt gegeven aan de regisseur, de casting director en de cast.
- Inherent Vice
  - Regisseur: Paul Thomas Anderson
  - Casting director: Cassandra Kulukundis
  - Cast: Josh Brolin, Hong Chau, Martin Donovan, Jena Malone, Joanna Newsom, Joaquin Phoenix, Sasha Pieterse, Eric Roberts, Maya Rudolph, Martin Short, Serena Scott Thomas, Benicio del Toro, Katherine Waterston, Michael Kenneth Williams, Owen Wilson en Reese Witherspoon

## Films met meerdere nominaties
De volgende films ontvingen meerdere nominaties:
| Nominaties | Film                                            | Awards |
| ---------- | ----------------------------------------------- | ------ |
| 6          | Birdman or (The Unexpected Virtue of Ignorance) | 3      |
| 5          | Boyhood                                         | 2      |
| 5          | Nightcrawler                                    | 2      |
| 5          | Selma                                           |        |
| 4          | Love Is Strange                                 |        |
| 4          | Whiplash                                        | 2      |
| 3          | A Most Violent Year                             |        |
| 2          | Dear White People                               | 1      |
| 2          | A Girl Walks Home Alone at Night                |        |
| 2          | Kumiko, the Treasure Hunter                     |        |
| 2          | The Immigrant                                   |        |
| 2          | It Felt Like Love                               |        |
| 2          | Obvious Child                                   |        |
| 2          | Only Lovers Left Alive                          |        |
| 2          | She's Lost Control                              |        |